# Дукак
Абу Наср Шамс ел Мулук Дукак (умро 8. јуна 1104. године) био је селџучки владар Дамаска (1095—1104).
Након смрти свога оца Тутуша, наследио је област Џазиру (северна Месопотамија) док је његов брат Ридван наследио цео Тутушов емират. Због тога диже устанак исте године и уз помоћ Тугтигина преузима Дамаск. Уз Дукака су стали Јаџи Сијан и Ил Гази. Ридван је присиљен склонити се у Алепо. На његовој страни остао је Ил Газијев брат Сокман.
Убрзо, Јаџи Сијан и Ил Гази прелазе на Ридванову страну. Ипак, ратови су привремено прекинути продором крсташа који су 1098. године освојили Антиохију. Том приликом погинуо је Јаџи Сијан. Дукак је покушао разбити опсаду али је поражен од Боемунда Тарентског. Потом је учествовао у опсади Кербуге. Неуспех опсаде обично се приписује издајничком повлачењу Дукакових трупа.
Следеће године Дукак осваја Дијарбакир. 1100. године трпи пораз од Балдуина Јерусалимског у близини Бејрута. 1103. године заузима Хомс. Међутим, следеће године се разболео и пошто је његов син Тутуш био малолетан, прогласио је Тугтигина за регента. Умро је 8. јуна 1104. године.